# ぎんじろっち

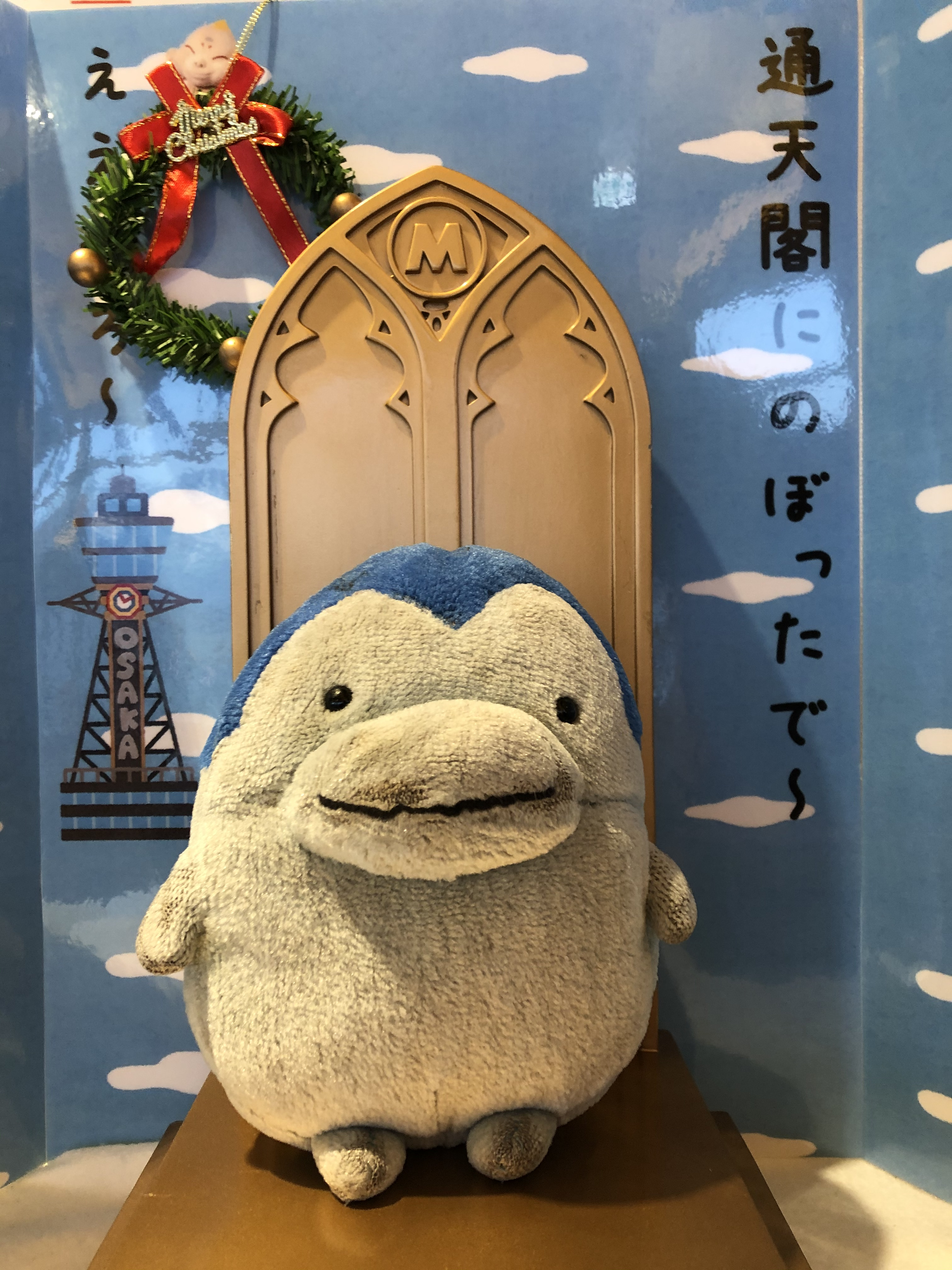
通天閣に行ったぎんじろっち

ぎんじろっち（英: Ginjirotchi）は、バンダイの液晶ゲーム『たまごっち』およびその派生作品に登場する架空のキャラクター。
初代たまごっちから登場。「アニマ族（属）」。
テレビアニメ『TVで発見!! たまごっち』、各種ゲーム版、コミカライズ版などに出演。

## 概要
- ペンギン をモチーフにしたデザインのたまごっち。なお、『ゲームで発見2』では同じくペンギンモチーフのゲームオリジナルさかなっち「ペンギンっち」が登場する。
- 性別はオス。初代シリーズでは性別の設定が無かったが、現在ではオスのみの設定になった。
- 1期では一人称は「オレ（ぎんじろてんしの「オレはぎんじろっちだ!」という台詞から）」だが、3期では「ぼく」に変更された。

- 初代たまごっちでぎんじろっちに育てるには、以下の条件を満たすことが必要。

1. まるっちでしつけ100%、たまっちでしつけ75%までにする。
2. おなかが空いているのを一度も見逃さない。
3. ごきげんは約7時間の間に、おかし・ゲームの禁止は1回まで。
4. たまっちに変身させる（くちたまっちから変身させる事は出来ない）。
- なお、最新機種のたまごっちスマートでは、ぎんじろっちをモチーフにしたごはん「べんべんベーグル」を与えることでぎんじろっちに成長する。

## 性格
情にあつくて涙もろい性格であり、好きな映画は「人情もの」らしい。
初代の頃は「男はつらいよ」のファンであり、「寅さん」のコスプレをしていた。
好きなごはんは『たまごっちスマート』では「おでん」や「にくじゃが」、「ふとまき」 などの和食。1期の『たまごっちボン』ではぎんじろっちのご飯の好みは銀シャリであり、実機ではぎんじろっちのご飯には銀シャリが出て来る。
好きなおやつは『たまごっちスマート』では「クリームあんみつ」や「たいやき」、「まめだいふく」など。
『ゲームで発見!! たまごっち（無印）』では「ご飯」が好物で、「お肉」が嫌い。
初代の頃は男気溢れる江戸っ子で気さくな性格と口調だったが、現在は敬語で話すようになり、大人しい性格に変更された。
現在の一人称は「ぼく」だが、初代のコミカライズ作品では「オレ」が多く（『まるごとまんがでたまごっち』など）、ぎんじろてんしの台詞から、原作での一人称も「オレ」である。
『たまごっちボン』では頭の良さはレベル8、大きさは150。

## 備考
たまごっちの25周年記念作品「たまスマカード アニバーサリーパーティーフレンズ」の発売に先立ち、ダウンロードできる最後のたまごっちを決めるファン投票が行われた。
結果は、「おやじっち」を抑え、ぎんじろっちが堂々の一位となり、見事に最後の一枠を獲得した。
なお、2021年 発売の「25th アニバーサリーセット」に付属した「たまスマカード1996フレンズ」をダウンロードすることで、白黒ドットではあるが、既にぎんじろっちを育成することは可能であった。

## 登場アニメ・映画
- 『TVで発見!! たまごっち』
- 『たまごっちホントのはなし』

## 登場するコミカライズ作品・公式ムック
- 『たまごっちボン』
- 『どこどこたまごっち』
- 『まんがで発見たまごっち 爆笑4コマ劇場』（後藤英貴）※くちぱっちが主人公
- 『だいすき たまごっち』（りっち）
- 『みんなでたまごっち』（あべさより）※まめっちが主人公
- 『まるごとまんがでたまごっち』（きむらひろき他）※作者がお気に入りと公言しており、ぎんじろっち、ぎんじろてんしの出番が多い
- 『てんしっちのたまごっち』（かなしろにゃんこ）※てんしっちが主人公

## 登場するゲーム作品
- 『ゲームで発見!! たまごっち無印』
- 『64で発見!! たまごっち みんなでたまごっちワールド』
- 『星で発見!! たまごっち（ゲスト）』
- 『セガサターンで発見!! たまごっちパーク』
- 『たまごっちタウン』

## 関連キャラクター
ぎんじろてんし
『てんしっちのたまごっち』に登場。ぎんじろっちがてんしっちになった姿。カケごとが好きで結構強いらしい。また、子供が好きで交通整理のお手伝いをしている。一人称は「オレ」。
たまっち
『元祖たまごっち』に登場。こどもっち。一人称は「ぼく」。明るく元気、やんちゃで素直な子供らしい性格。たまっちにならないと、ぎんじろっちにはなれない。たまっちから限定変身するアダルトっち（まめっち、ぎんじろっち、ますくっち）の中では、ぎんじろっちが最もたまっちのやんちゃで元気な性格を受け継いでいる。
ぎんじろっち（弟）
『やさしいたまごっち』に登場。ぎんじろっちと同様に「寅さん」ファンである。出会った瞬間に意気投合し、今ではぎんじろっちの家に居候している。
ゲームのドット絵はぎんじろっちと同じだが、イラスト上はぎんじろっちより小柄で色薄に描かれる。
Mr.ぎんじろっち
『であい発見!!あるこっち』に登場。ポンパドゥールヘアーのぎんじろっち。不良と間違われることが多いが、本当は友情を大切にしているナイスガイ。
くじらっち
『海で発見!!たまごっち』『たまごっちタウン』『たまごっちパラダイス』に登場。見た目がぎんじろっちに似ているものの、関連性は不明。
ペンギンっち
『ゲームで発見!! たまごっち2』『たまごっちタウン』に登場するゲームオリジナルさかなっち。ぎんじろっちとはモチーフ（ペンギン）が共通している。